# Nikita Yefrémov
Nikita Mijáilovich Yefrémov (en ruso: Ники́та Миха́йлович Ефре́мов) es un actor ruso, más conocido por haber interpretado a Andréi Grivtsov en la película Ballada o bombere.

## Biografía
Es hijo del actor ruso Mijaíl Yefrémov y de la editora literaria rusa Asya Vorobiova, sus padres se divorciaron cuando apenas tenía dos años. Tiene cinco medios hermanos paternos: Nikolái Yefrémov (actor), Anna-María Yefrémova, Borís Yefrémov, Vera Yefrémova y Nadezhda Yefrémova. 
Sus abuelos paternos fueron el actor ruso Oleg Yefrémov y la actriz rusa Ala Pokróvskaya (profesora de la Escuela-estudio del Teatro de Arte de Moscú). Sus bisabuelos fueron Borís Pokrovski (fundador del Teatro de ópera de cámara de Moscú) y Anna Nekrásova (directora del Central Children's Theatre). Su prima es la actriz rusa Olga Yefrémova. Es tataranieto del educador ruso Iván Yákovlev.
Sus abuelos maternos son Róbert Gátovich Bikmujamétov y Larisa Vorobiova.
El 2 de agosto de 2014, se casó con la actriz rusa Yana Gladkij, pero en 2015 se anunció que la pareja se había separado.

## Carrera
En el 2007 apareció como invitado en el episodio "The Priest in the Churchyard" de la serie norteamericana Bones.
En el 2011 se unió al elenco principal de la película de guerra Ballada o bombere donde interpretó al capitán Andrey Grivtsov, quien luego de que su avión se estrella sobre territorio ocupado por los nazis luego de ser atacados por los alemanes, junto a su prometida Katia (Yekaterina Astájova), quien es la encargada de operar la radio deben de mantenerse con vida mientras intentan regresar con su equipo.
En el 2023, interpretó el creador de Tetris Alekséi Pázhitnov en la película Tetris de Apple TV+.

## Filmografía

### Películas
| Año  | Título                        | Personaje            | Notas |
| ---- | ----------------------------- | -------------------- | --- |
| 2023 | Tetris                        | Alekséi Pázhitnov    | junto a Taron Egerton, Toby Jones, Roger Allam, Anthony Boyle, Togo Igawa, Ken Yamamura, Ben Miles, Matthew Marsh y Rick Yune |
| 2017 | Russkiy bes                   | -                    | junto a Viktoriya Isakova, Mariya Shalayeva, Lyubov Aksyonova, Mikhail Yefremov y Elena Koreneva                              |
| 2016 | Ivan Tsarevich i Seryy Volk 3 | Iván Tsarévich       | junto a Mikhail Boyarskiy, Tatyana Bunina, Ivan Okhlobystin y Artur Smolyaninov                                               |
| 2015 | Ierey-san. Ispoved samuraya   | Dormidont            | junto a Kentez Asaka, Pyotr Fyodorov, Oleg Almazov, Alina Babak, Oleg Bilik y Lyudmila Chursina                               |
| 2014 | Zimy ne budet                 | -                    | junto a Dmitriy Bederin, Luiza-Gabriela Brovina, Ingeborga Dapkunaite, Mikhail Evlanov e Igor Jijikine                        |
| 2013 | Repetitsii                    | Igor                 | junto a Aleksandra Vinogradova y Vasiliy Solovev                                                                              |
| 2013 | Tetushki                      | -                    | junto a Mikhail Yefremov, Nikolay Yefremov, Albert Filozov, Ivars Kalnins y Kamil Larin                                       |
| 2011 | Ballada o bombere             | Cpt. Andrey Grivtsov | junto a Ekaterina Astakhova, Aleksandr Davydov, Vladislav Abashin, Egor Barinov y Evgeniy Efremov                             |
| 2011 | Ivan Tsarevich i Seryy Volk   | Iván Tsarévich       | junto a Liya Akhedzhakova, Mikhail Boyarskiy, Tatyana Bunina, Sergey Garmash e Ivan Okhlobystin                               |

### Series de televisión
| Año  | Serie                   | Personaje            | Notas                                   |
| ---- | ----------------------- | -------------------- | --------------------------------------- |
| 2015 | Tikhiy Don              | Mitka Korshunov      | miniserie                               |
| 2015 | Londongrad              | Misha                | -                                       |
| 2014 | Kuprin. Poedinok        | Romashov             | 4 episodios - miniserie                 |
| 2013 | Ottepel                 | Oleg Efremov         | -                                       |
| 2013 | Vse nachalos v Kharbine | Georgiy Desnin       | 8 episodios - miniserie                 |
| 2011 | Ballada o bombere       | Cpt. Andrey Grivtsov | 8 episodios - miniserie                 |
| 2007 | Bones                   | -                    | episodio "The Priest in the Churchyard" |
| 2005 | Samaya krasivaya        | Ilya                 | -                                       |